# 仮面の軍勢
- BLEACH > 仮面の軍勢
- BLEACH > BLEACHの登場人物 > 仮面の軍勢

仮面の軍勢（ヴァイザード）は、久保帯人作の漫画作品およびそれを原作としたアニメ『BLEACH』に登場する架空の集団。

## 概要
虚（ホロウ）の力が発現（発症）した死神の集団。虚が仮面を割ったことで破面となったのに対し、逆に仮面を被ることで虚特有の力（虚閃など）を発揮することができる。
なお、虚の力が発現した死神は精神世界に虚の人格が生まれ、これを御さない限り徐々に虚の人格に元の人格が飲まれて、突発的に虚化する可能性が高くなり、やがて元の人格が完全に消える。回避するには後述の、仮面の軍勢の使う虚化を会得しなければならない。なお、一時凌ぎにすぎないが、突発的に虚化しても斬魄刀を突き刺したり、無理矢理引き剥がすなどしてこの仮面を壊せば、自然と虚化が解けるらしい。
ハッチ以外のメンバーはいずれも110年前には護廷十三隊に所属しており、平子・ローズ・ラブ・拳西の4人は隊長、ひよ里・リサ・白の3人は副隊長を務めていた。しかし101年前、藍染惣右介による人体実験に巻き込まれて虚化し、当時の十二番隊隊長であった浦原喜助の助力により一命は取り留めたものの、中央四十六室の裁定により虚としての始末処分の対象とされ、犯行の濡れ衣をなすり付けられた浦原ともども現世へと逃亡していた。
彼らが去ってから100年以上の年月が経っているため、現在の護廷十三隊の中には当時所属していなかったルキアや狛村、日番谷、大前田などの隊長・副隊長も含め彼らを知らない者も多い。
各自斬魄刀を所持し、ハッチ・白以外の六人の斬魄刀の名前が判明している（過去編では、メンバーより先に拳西の斬魄刀の名前が判明している）。後にリサも隊長に就任した為に卍解を習得していると思われ、作中では拳西・ローズの卍解は判明している。霊体ではなく義骸のまま、斬魄刀の使用や虚化ができると見受けられる。
仮面の軍勢となって以降は、護廷十三隊と与しない第三勢力としながらも、自らの立場を“一護の味方”として表明している。経緯は不明だが、黒崎一護が始解や卍解を凄まじいスピードで会得したことを知っており、当初は一護の意志に関わらず、一護を仲間に引き入れようとしていた。そして一護が内なる虚を抑える為に赴いた際に、一護を仲間として認めている。
小説版では、義骸に入っているため100年間年を取らず、周りの人間に怪しまれないために住居を何度も移転しているとのこと。
空座町での決戦の際は護廷十三隊と藍染一派との戦いに乱入、フーラーが吐き出したギリアンの大群を殲滅する活躍を見せ、藍染を倒すべく護廷十三隊と共闘する。しかし、殆どのメンバーが藍染の圧倒的な力の前に敗北してしまう。その後、藍染が浦原によって封印された後は卯ノ花の治療を受け回復し、平子・ローズ・拳西は護廷十三隊に元の部隊の隊長として、白はスーパー副隊長として復隊、リサは商売のため尸魂界に拠点を移し、残りのメンバーは現世に残留している（千年血戦後、リサは隊長に昇進した上で復隊している）。

## 用語
虚の仮面
虚の仮面とは、虚の力が発現（発症）した者が、虚化の際に着ける仮面のこと。仮面の軍勢にとっては、もう一つの解放状態の斬魄刀のようなもの。
虚化発症前の一護の仮面は捨てても自分の懐に戻り、斬られた際に致命傷を避けたりする等、一護を守るための「防御反応」も見せた。
仮面の形は人によって千差万別であるが、どの仮面でも基本的に喋っても口元が開く事は無い。
仮面の出し方にも違いが有り、仮面の軍勢はそのまま仮面を顔に着けたり外したり出来るが、一護と東仙は顔に手をかざし、黒い霊圧を収束させて仮面を出す。
虚化
内なる虚との内在闘争で屈服・同調させてから、発動できるようになる力。
内なる虚を単に屈服するだけではなく、同調も必要と思われる。仮面の軍勢が、虚の力を発現するための変化。虚化した各自の顔面には虚の仮面が出現し、霊力が飛躍的に向上する。これにより身体能力や霊圧を使用した技の威力を強化できる。内なる虚との内在闘争後も、虚化を保持するための訓練を要する。通常は秒単位での延長を続け、膨大な時間が必要となるが、白のみ最初から15時間以上虚化を保持し続けられるが、他のメンバーは数分しかできないと言っている。持続時間を過ぎると、突発的に虚化が解ける。この持続時間も絶対的なものではなく、戦う相手の実力に応じて消耗具合が変わり、場合によっては短縮するが一度外して付け直せば持続時間はリセットされるらしく、強敵と戦う場合は状況や力量に応じて、外して着け直す方法をとる。
この虚化を習得しているのは仮面の軍勢と前述の黒崎一護の他、藍染の元に付いた東仙要も習得している。
なお、一護は完全虚化を、東仙は帰刃を披露しているが、他の仮面の軍勢でも出来るかどうかは不明。前者は、少なくとも内なる虚の具象化と対話が条件に入っていると思われる。
スーパーひよ里ウォーカー
使用者の最大霊力を測るための機械。一護曰くは「手作り丸出しのインチキダイエットマシーン」で、平子曰くは「ポンコツひよ里ウォーカー」らしい。

## メンバー

### 平子 真子
読み方：ひらこ しんじ
声 - 小野坂昌也
身長176cm 体重60kg 5月10日生まれ
仮面の軍勢のリーダー格で、二学期に空座高校に転校してきたオカッパ頭の男性。一人称は「俺」。関西弁を喋り、飄々とした態度で振る舞う。
逆さま書きが得意のほか、初登場時は、上下を逆転して空中に浮遊して飲食していた。仲間思いで、特にひよ里とは口喧嘩ばかりしている（たまにひよ里からしばかれる事もある）が、彼女を気遣う描写も見られる。
虚化するとツタンカーメンを思わせるような仮面が現れる。戦闘においても斬魄刀を解放することなく、虚化だけでグリムジョー（無解放で片腕の状態）を凌駕する戦闘力を持つ。
平子曰く斬魄刀の能力は「始解が強者向き」で、「卍解が雑魚向き」と不便であることを口にしている。
110年前は五番隊隊長を務めており、現在よりも長髪（ストレート）だった。当時は副隊長であった藍染の上官であり、当時から藍染を警戒し配下に置くことで監視しようと目論んでいたが、実際は彼の掌の上であり藍染達の策略に嵌り虚化、他のメンバーらともども現世へと追われる事となった。
破面篇での藍染一派との決戦時は、他のメンバーと共に参戦。藍染の挑発に乗ったひよりが市丸に重傷を負わされたことで、始解して藍染と対峙するも、始解の能力を見破られ一旦敗北したが、一護が現世に帰還したことで京楽や日番谷を始めとした護廷十三隊と共に再々度藍染に挑み、逆撫の能力で日番谷を援護し追い詰めるも、藍染の鏡花水月によって戦闘不能となった。決戦後は、五番隊隊長に復帰する。
千年血戦篇では『見えざる帝国』の二度目の侵攻にて、狛村と共にバンビエッタと対峙するが、『滅却師完聖体』を発動したバンビエッタの反撃に遭い、戦闘不能となった。その後は雛森の治療で回復し、浦原や生き残った隊長・副隊長らとともに霊王宮へ進撃したが、親衛隊のジェラルドに敗北した。
なお、戦いが収束した10年後も変わらず隊長を続けており、ルキアの隊長就任式に参加するために一番隊隊舎を探して瀞霊廷を右往左往していた剣八一行を、雛森と共に見送っていた。
【斬魄刀】：逆撫（さかなで）
刀を振り回すことで相手の周囲に特殊な匂いを振り撒き、その匂いを嗅がせる事で、相手が認識する上下前後左右及び、見えている方向と斬られる方向の感覚を逆にする事ができる。鏡花水月と同様に他人の神経を100%支配する能力である。
解放する際、刀を逆手に持って落としつつ解放する。能力解放と共に柄尻にリングがつき、刀身に規則正しい間隔で複数の穴が開いた形状の剣に変化する。
能力で視覚情報を逆転させられていると頭で理解できても、反射的に行動する事を止めるのは難しいために視覚を駆使した戦いに慣れているものほど、この斬魄刀の能力は強みを増すが、藍染には五感を支配する鏡花水月には程遠いと断じられている。
小説『The Death Save The Strawberry』では、具象化した姿は謎だが嘘ばかりつく性悪な性格の斬魄刀であるらしく、平子はそこから真実を見出すことで屈服（卍解の習得）に成功したとのこと。逆撫は初めて藍染と接した時には異常に興味を示しており、この逆撫の反応から平子は藍染の本性を察し警戒を強めていた。
解号は「倒れろ『逆撫』（たおれろ『〜』）」
【卍解】：『逆様邪八宝塞（さかしまよこしまはっぽうふさがり）』
「敵・味方の認識を倒（さかさま）に逆転させる」という完全催眠系能力。
卍解後は撫子の花のような巨大な花型の台座が現れ、斬魄刀の刀身も剣先がリング状の錫杖のような形に変化する。
卍解するにあたって、平子は「味方がいたら駄目、サシの勝負でも駄目、大勢の敵と自分一人でないといけない」と説明しており、1対多数でないと効果を発揮しない。空座町決戦において使用されなかったのも、死神や仮面の軍勢等の味方が多数いたためである。
また、千年血戦編においても、前述の理由もあり披露されなかったというか出来なかったが、アニメ版にて平子を取り囲んだ聖兵たちに使用され同士討ちに追い込んだ。

### 猿柿 ひよ里
読み方：さるがき ひより
声 - 高木礼子
身長133cm 体重26kg 8月1日生まれ
猿の漢字が胸に描かれた赤ジャージと白いタンクトップにビーチサンダルを履いている（平子をひっぱたくのにも使用された）、金髪の短いツインテールに八重歯とそばかすが特徴の小柄な少女。
関西弁を喋り、口癖（？）は「ハゲ」。態度がでかく、上下関係問わずに喧嘩腰で物を言う。下記の事情故に、死神と人間を嫌っている。
一護が内なる虚を制御できるようになってからは、一護の虚化時の戦闘訓練を行うなど、面倒見は良い模様。
虚化時には、一本角の生えた仮面が表れる。虚を制御する為の内在闘争では、最長時間（69分2秒）を記録。
110年前は護廷十三隊の十二番隊副隊長を務めており、前隊長の曳舟を慕っていた。浦原が新隊長となった当初は、彼のことを認めようとせず反発していたが、技術開発局室長になるなど嫌々ながらも浦原を手伝っていたようである。ただし、自分より階級が下であるにもかかわらず技術開発局副局長に就任したマユリや、上官である自分に対してタメ口で話す阿近に対しては相当苛立っていた。この頃から、平子の顔面をいきなり蹴りとばすなど、良き喧嘩仲間な関係となっていた。
101年前に魂魄消失事件のサンプル採取のため拳西のもとへ向かうが、虚化した拳西達と戦い、藍染達の策略に嵌り平子らと虚化する事になった。
空座町での藍染一派との決戦では、日番谷とリサと共にハリベルと対決している。その後、藍染の挑発に乗って斬りかかるも、市丸の『神槍』で体を両断され（アニメでは腹部を刺された）瀕死の重傷を負うが、ハッチと卯ノ花によって一命を取り留めた。決戦後も死神嫌いは変わらず、尸魂界で治療を受けた後はすぐに現世に戻っており、浦原から浦原商店の店員としてスカウトされているが、全く応じていない様子である。
千年血戦篇では、ラブやハッチやリサと共に平子からの頼みのため、「世界のひずみ直し隊」を結成する。その後は門を作成する為に死神達と合流し、門完成後は霊王宮へ進撃したがジェラルドに敗北した。最終回でも登場し、一護の息子である一勇を目撃している。
【斬魄刀】：馘大蛇（くびきりおろち）
開放すると刀身にギザギザがついた身の丈ほどもある片刃のノコギリのような大剣に変化する。
描写が少なく、攻撃力や殺傷力が上がると思われるが始解時の能力は不明。
解号は「ぶっ手切れ『馘大蛇』（ぶったぎれ『〜』）」

### 愛川 羅武
読み方：あいかわ らぶ　/ ラブ
声 - 稲田徹
身長189cm 体重86kg 10月10日生まれ
長身でサングラスをかけ、さまざまな方向に分かれた独特な形のアフロヘアーをした男。通称ラブ。
ローズと仲がよくともにいることが多いが、美学を重んじるローズにツッコミを入れることもたまにあり、仲の良さからか瓦礫に埋まったローズを髪の毛をつかんで引きずり出す大雑把な助け方をしたことも。
ジャンプなどの漫画を読んでいることが多く、漫画を見て涙を流して大笑いしたり漫画の台詞に心酔し自らの思いを語ったりする。好きなセリフは「おまえはもう死んでいる。」。
虚化すると鬼のような仮面が現れ、始解した斬魄刀も合わさると本当に鬼のようである。
110年前は護廷十三隊の七番隊隊長を務めていた。羽織は袖のないタイプで、当時からすでにアフロヘアーであった。この頃から既にひよ里の保護者的な存在で、隊首会の際に平子に飛び蹴りを食らわせたひよ里に拳骨を入れる等、隊長不在時にひよ里の面倒を見ていた。101年前に魂魄消失案件の始末特務部隊の一人に選ばれ、虚化した拳西達と戦うが、藍染達の策略に嵌り虚化した。
空座町での藍染一派との決戦では、重傷を負い戦闘不能になった京楽と浮竹の代わりに、ローズと共闘してスタークとの対決を展開しているが、追いつめられたところを京楽の加勢で事なきを得ている。その後、藍染に挑むも敗れた。決戦後は、「ジャンプのない世界に用はない」との理由及びひよ里の保護を名目に、尸魂界で治療を受けた後はすぐに現世へと戻っている。
千年血戦篇では、ひよりが結成した「世界のひずみ直し隊」に加わり、浦原から死覇装に着替えて戦闘に参加するように要請された際には、平子やローズや拳西が命張ってる中で帰ることは出来ないと言う理由で要請を快諾した。門完成後は霊王宮へ進撃したが、ジェラルドに敗北した。
【斬魄刀】：天狗丸（てんぐまる）
能力解放と共に、巨大なトゲ付きの金棒（横に太くして角ばらせた鬼の金棒のような形）に変化する。
単純な破壊力が高いほか、スタークの「無限装弾虚閃」を全く受け付けない強度を誇る。
解号は「打ち砕け『天狗丸』（うちくだけ『〜』）」
卍解は作中では使用しておらず不明。

### 鳳橋 楼十郎
読み方：おおとりばし ろうじゅうろう / ローズ
声 - 樫井笙人
身長187cm 体重73kg 3月17日生まれ
髪型はウェーブのかかった長い金髪に服装は70年代ハードロック風でギターを持っている、ナルシスト風で少し暗めの顔をした伊達男。通称ローズ。
口調や態度は仮面の軍勢の中ではハッチと共に穏やかな方だが、慢心し易い部分や自身の言動にやや陶酔するナルシスト傾向があり、良く羅武にツッコまれる。また瓦礫に埋まった際にラブに髪の毛を掴んで引きずり出された際「瓦礫から出るにも美学がある」と謎の美学を持つ発言をし、ラブから「そうかよ 次から瓦礫に埋まらないのを美学にしろ」と淡々とツッコまれていた。
羅武と特に仲がいいようで共にいることが多いが、羅武がジャンプを読ませなかったり、自分のジャンプコミックスを先に読むことなどに不平を言っていたりする。
虚化するとペスト医師の仮面を彷彿とさせる、鳥の頭のような仮面が現れる。
110年前は、当時の一昨年から護廷十三隊の三番隊隊長を務め袖のないタイプの羽織を着ていた。副隊長の射場千鉄（鉄左衛門の母親）から仕事をしないと怒られたり尻を叩かれたりしていた模様。
101年前に魂魄消失案件の始末特務部隊の一人に選ばれ、虚化した拳西達と戦うが、藍染達の策略に嵌り平子らと共に虚化した。
藍染との決戦時は羅武と共にスタークと対峙し、スタークの能力で追い詰められるも京楽の乱入で事なきを得、後に藍染に挑むも敗れた。決戦後は三番隊隊長に復帰している（羽織は110年前と同一）。
星十字騎士団との戦いではナナナ・ナジャークープと交戦し描写がなかったため勝敗は不明だが、卍解は奪われずに済んだ。二回目の侵攻では拳西と共にマスキュリンと対峙し、拳西の作った隙でジェイムズを倒して、卍解を発動させマスキュリンを追い詰めるが、能力について喋ってしまったためマスキュリンに弱点を見破られ、スター・フラッシュで倒される。
その後、ルキアによって拳西と共に勇音の所へ運ばれ治療を受けていたが、治療の最中に突如現れたグレミィにより絶命させられてしまう。その後、ジゼルによりゾンビ化され、マユリのもとへ現れるがマユリの薬により、マユリのゾンビにされる。戦いが収束した後にマユリの手でゾンビ化が解除された模様で、10年後でも隊長は続けている。
【斬魄刀】：金沙羅（きんしゃら）
能力解放と共に、薔薇の花が先端についた鉄製の鞭に変化する。
従来の鞭と違い、先端部分でのみ攻撃している。音楽を奏でるような動きと共に技を発動する。
解号は「奏でろ『金沙羅』（かなでろ『〜』）」
【卍解】：『金沙羅舞踏団（きんしゃらぶとうだん）』
卍解すると金沙羅の形状が、空中に指揮棒を持つ右手と空の左手、顔に金沙羅の先端部分の意匠がついた人形十数に形状変化する。人形の舞踏団は使い手の指揮で舞い、演目に合わせて敵へ水や炎などの様々な攻撃を加える。
この卍解は音楽を操り、敵にまやかしの旋律を聴かせ、それに心を奪われると実際にダメージを与える能力であり、攻撃は全て舞踏団が見せる幻覚。
弱点は音楽を聴かせることで能力を発動させる性質上、鼓膜を破られるなどで音が聞こえなくなった場合、効果を発揮しないこと。

### 矢胴丸 リサ
読み方：やどうまる リサ
声 - 服部加奈子（第123話 - 第211話）、石塚さより（278話 - ）
身長162cm 体重52kg 2月3日生まれ
眼鏡におさげ、セーラー服を着ている女性。愛知寄りの岐阜弁を話す。
口調は結構きついが仲間を気遣う一面もあるある種のツンデレ系。本人によると隠れているものほど見たくなる性格らしい。
虚化すると、十字模様が入った菱形の仮面が現れる。
一見して真面目そうな外見だが、実はエロ本好き（アニメ版では水着グラビアの本）。本人曰く「スケベではなく、興味津々なだけ」らしい。
110年前は護廷十三隊の八番隊副隊長で京楽の部下で、七緒と毎月一日は一緒に本を読んでいた。当時は下がスカート状になった死覇装を纏っている。
101年前に、京楽の推薦によりテッサイの代わりに魂魄消失案件の始末特務部隊の一人に選ばれた。虚化した拳西達と戦うが、藍染達の策略に嵌り虚化した。
破面篇では、一護の虚化制御の内在闘争時に自身が当番という理由で最初に戦った。空座町の決戦時には、他のメンバーと共に参戦。ひよりと共にハリベルと交戦するもハリベルが藍染に斬られたことで中断され、一護の現世帰還後に虚化して藍染に挑むも敗れた。
藍染との決戦後は、志波空鶴の家を拠点に書籍販売会社を立ち上げて、事業を営んでいる。現世の本（特にエロ本）やCDを尸魂界に調達して販売、特に男性死神からの支持を受けてかなりの売上を得ているようである。この事業により、尸魂界に拠点を置いている現在も現世に顔を出す機会が多く、ひよ里ら現世残留組とは接触を取り続けている。
千年血戦篇では、ひよりが結成した「世界のひずみ直し隊」に加わっている。この戦いから、髪型がポニーテールに変わっている。その後、門を作成する為に死神達と合流。門完成後は霊王宮へ進撃したが、ジェラルドに敗北した。
戦いが収束した後は、元柳斎の戦死により元上官の京楽が総隊長に就任したため、空席であった八番隊隊長に任命され、護廷十三隊に復帰した。小説版では、七緒とも再会し、図書館では雛森と対面し、二人に相談して自身の隊の副隊長を選ぼうとしていたが、ダメ出しが多くて結局決まらなかったため、当面は七緒を一番隊副隊長を兼任する形で副隊長代行に任命することとなった。千年血戦篇の十二年後には、八々原熊如という新たな副隊長が就任している。
死覇装には現世で好んで着ていたセーラー服の意匠を取り入れ、露出度の高い服装となっている。
【斬魄刀】：鉄漿蜻蛉（はぐろとんぼ）
解放時は刀と鞘を繋げ、それを回すと巨大な槍と矛の中間のような武器に変化する。
描写が少なく、能力は不明。また、決戦後に隊長に就任したことから、卍解は会得している模様。
解号は「潰せ『鉄漿蜻蛉』（つぶせ『〜』）」

### 有昭田 鉢玄
読み方：うしょうだ はちげん / ハッチ
声 - 長嶝高士
身長257cm 体重377kg 9月8日生まれ
桃色の髪で頭頂部は×印のように黒くなっている、大柄で寸銅な男。通称ハッチ。
穏やかで温厚な人物で、訛りはあるが丁寧な言葉遣いをしている。他のメンバーには尻に敷かれている。癖なのか能力を使うためなのか、よく合掌のように両手を合わせている。
結界などを張ること（鬼道系）が専門の模様。織姫と同じように、回帰能力もある模様。
それ故か自分とよく似た能力を持つ織姫にシンパシーを感じている。ヤミーによって破壊された椿鬼を復活させた。
虚化すると、バロンを思わせるような仮面が現れる。
斬魄刀は白と同様に作中では虚化暴走時以外では使用して居ないが、空座町でバラガンと対峙した際に結界の中に所持している描写のみ書かれており、名前や始解・卍解は謎である。
101年前の鬼道衆（鬼道のみで戦う戦闘集団）副鬼道長。髪型が端の方に小さめの角のようになっており、頭頂部には鬼道衆の紋章が刻まれていた。101年前に魂魄消失案件の始末特務部隊の一人に選ばれ、虚化した拳西達と戦うが、藍染達の策略に嵌り虚化した（それでも鬼道のなかでは扱いの難しい縛道の九十番台後半を使うだけでなく、さらに詠唱破棄して拳西を一時的に拘束するなど、高い実力が見受けられた）。
藍染との決戦では、砕蜂や大前田の救援に駆けつけてバラガンと対決。夜一の部下だった砕蜂とは面識があり、自分らが浦原と繋がっているのを彼女が知っていた為に嫌われていたが、浦原の1ヶ月間の結界謹慎を条件に和解・共闘。バラガンの「死の息吹」で朽ち始めた右腕を結界で切断し、バラガンの体内へ転送するという捨て身の攻撃で勝利した。その後は、瀕死の重傷を負ったひよ里の応急処置にあたった。
決戦後は自分でなければアジトの結界を作れないこと、自分に慣れたネコがさびしい思いをしないようにという理由で、ひよ里らと共に現世に戻った。
千年血戦篇では、ひよりが結成した「世界のひずみ直し隊」に加わっている。その後、門を作成する為に死神達と合流。門完成後は霊王宮へ進撃したが、ジェラルドに敗北した。

### 六車 拳西
読み方：むぐるま けんせい
声 - 杉田智和
身長179cm 体重75kg 7月30日生まれ
冬でもタンクトップで銀色の短髪に筋肉質でヤンキーみがある目つきが悪い男。左耳に三つ、左眉に一つピアスをしている。
短気で気性が荒く、冗談が通じない性格で、些細な事でも青筋を立てながらキレる。特に織姫の天然っぷりにはかなり苛々していた。こうした粗暴な一面に反して料理は上手（調味量の割合は若干雑ではあるが）。
虚化すると、ホッケーマスクに似た長い仮面が現れる。
110年前は護廷十三隊の九番隊隊長で、「六車九番隊」と暴走族のようだった。羽織は袖のないタイプ（というよりノースリーブ）。既に短気な性格で（アニメ次回予告での平子によれば、その煩さで総隊長が不眠症になったとのこと）。101年前に当時隊の五席だった東仙を含む部下４人を率いて魂魄消失案件を調査し、幼少の頃の檜佐木を助けていた（BLEACH 13 BLADEs.の作者のインタビューによると、この設定は後付けであるとのこと）。その後、突然の急襲を受けた後、虚化し平子達を襲撃した。
空座町での藍染一派との決戦では、戦闘不能になった白に代わってワンダーワイスに卍解して戦いを挑む。以降の描写はなく、勝敗は不明だが、その後ワンダーワイスは帰刃状態で藍染と元柳斎の元に現れているため、決着は着かなかったと思われる。
その後はしばらく登場しなかったが、藍染との決戦後、九番隊隊長に復帰している（羽織は110年前と同一だが、帯の代わりにベルトを装着している）。尚、代々九番隊隊長が兼任するはずの瀞霊廷通信編集長業務に関しては、隊長職を空けていた時期が長いため「現状に慣れるまで」という名目上編集長は檜佐木が引き続き代行しているが、拳西本人はこの役職に就く意思は全くない。代わりに檜佐木が受け持つべき副隊長業務を、自身が請け負うことでバランスを取っているようである。
星十字騎士団との戦いでは、対戦相手は不明だが卍解を奪われずに済んだ。敵の撤退後は、戦力増強のために白と二人で檜佐木の卍解習得に協力する。二回目の侵攻では、戦闘不能となった修兵の代わりにマスク・ド・マスキュリンと対峙し、卍解を以て交戦する。一度は追い詰めるが、聖文字の能力でパワーアップしたマスキュリンの前に敗れる。
その後、ルキアによってローズと共に勇音の所へ運ばれ治療を受けていたが、治療の最中に突如現れたグレミィにより絶命。
その後、ジゼルによりゾンビ化され、マユリのもとへ現れるが逆にマユリの薬によりマユリのゾンビになり、ぺぺの能力により窮地に陥っていた白哉を助けた。
戦いが収束した後にマユリの手でゾンビ化が解除された模様で、10年後でも隊長は続けている。ルキアの隊長就任式に参加すべく、一番隊隊舎に向かっていた道中で、松本と共に結局卍解を披露することがなかった檜佐木を、終始いじり倒していた。
【斬魄刀】：断風（たちかぜ）
風を糸状にして飛ばし、斬った太刀筋を炸裂させる能力を持つ。
能力解放と共に風を纏うコンバットナイフのような形状に変化する。
現世に身を置くことになってから隊長に復帰するまでは始解の状態を保って携帯していた。
解号は「吹っ飛ばせ『断風』（ふっとばせ『〜』）」
【卍解】：鐵拳断風（てっけんたちかぜ）
能力解放と共に斬魄刀が握り懐剣状に変化し、両腕が風神の羽衣を思わせる装甲の様なもので覆われる。
始解による炸裂の威力が拳の刃に収束し、拳が触れてる間は炸裂の力が無限に叩き込まれ続ける能力。刃の形状は状況に合わせて変形可能で、メリケンサックのような形状にも変化させている。

### 久南 白
読み方：くな ましろ
声 - 神田朱未
身長153cm 体重44kg 4月1日生まれ
髪の色は緑。白色のライダースーツ（手袋、スカーフ、ブーツなどはオレンジ色）を着ていて、頭にはゴーグルをつけている少女。
子供のような性格で、自己主張が激しい。きなこの付いたおはぎが大好物。
一護を最初「苺」と思った事から「ベリたん」と呼び、他の仲間も名前に「ん」をつけて（例えばひよ里なら「ひよりん」、ハッチなら「はっちん」と）呼ぶ。羅武はラブっちと呼び、拳西は付き合いが長いためか、呼び捨て。
虚化すると、バッタを思わせる仮面が現れる。特に訓練はしていないが、連続15時間以上の虚化が可能。また、メンバーの中で最も虚の力との親和性が高い模様。
戦闘では主に「白キック」と称した蹴りや徒手空拳を主体とした体術による戦い方を用いる。
斬魄刀はハッチと同様に作中では一護がひよりと交戦した時に引き起こした虚化暴走時以外では使用しておらず、所持はしている描写のみ書かれている。
101年前当時は護廷十三隊の九番隊副隊長で拳西の副官、髪型はウェーブヘアーだった。101年前に魂魄消失案件の調査に同行するも、突然の急襲に遭う。その直後に虚化し、平子達を襲撃した。
空座町での藍染一派との決戦では、フーラーを破壊後、ワンダーワイスと戦うも慢心してつけ直さず戦っていた事で虚化が解け、隙を突かれて負傷する。
決戦後は九番隊へと復帰する事になるが、自分も副隊長をやると言い出すと予見していた拳西と檜佐木の協議の末に、瀞霊廷通信の特別編集記者「ウルトララジカルスクープエディター」という役職に就任している（尚、この役職を略すと「URSE（うるせえ）」と拳西の白への気持ちが込められているが、白はその事実に気づいていない）。
千年血戦篇では、拳西と共に檜佐木の卍解習得に向けて修行に協力し、虚化して檜佐木と戦った。この時にスーパー副隊長であることが本人の発言で判明したが、副隊長の檜佐木よりも立場が上なのか、戦闘力を指して上なのかは詳細に語られていないため不明。68巻で他のメンバーは門を作る役割で再登場したが、白は登場しなかった。ただし、小説版では真央霊術院に攻め混んできた雑兵と戦っていた事が判明した。
十二番隊に妹の久南ニコがいる為、滅却師の騒動が収束して来た後は、よく技術開発局に遊びに行っている。